# Гринцано (Кунео)
Гринцано је насеље у Италији у округу Кунео, региону Пијемонт.
Према процени из 2011. у насељу је живело 385 становника. Насеље се налази на надморској висини од 322 м.